# MAN Lion's Coach
El MAN Lion's Coach es un modelo de autobús desarrollado por el segmento Buses MAN SE, de la empresa alemana MAN SE, en 1996. Se introdujeron una segunda y tercera generación del modelo en los años 2002 y 2017, respectivamente.
Se producen en la planta de MAN que tiene en Ankara, capital de Turquía.
En el historial del modelo, el MAN Lion's Coach cuenta con tres versiones diferenciadas.
- Lion's Coach - longitud 12 m.
- Lion's Coach C - intermedio, de 13,26 m. y 3 ejes.
- Lion's Coach L - chasis largo, 13.8 m. y 3 ejes.

El diámetro de giro de los autobuses es del orden de 20 a 22 metros según la carrocería elegida, el PTAC está situado entre 18 y 26 toneladas. Según el modelo, la capacidad de los autobuses puede ser de 51, 55 o 61 asientos para pasajeros, si bien el volumen del tanque es idéntico para todos los estilos, de 400 litros, así como los neumáticos (295/80 R 22, 5). 

## Modificaciones
- MAN R07 Lion's Coach
- MAN R07 Lion's Coach Fortuna
- MAN R07 Lion's Coach RH404
- MAN R07 Lion's Coach RH414
- MAN R07 Lion's Coach RH7
- MAN R07 Lion's Coach RHC404
- MAN R07 Lion's Coach RHC414
- MAN R07 Lion's Coach RHC444
- MAN R07 Lion's Coach RHC464
- MAN R07 Lion's Coach Supreme
- MAN R08 Lion's Coach L
- MAN R08 Lion's Coach L RHC484
- MAN R08 Lion's Coach Supreme L
- MAN R08 Lion's Top Coach
- MAN R08 Lion's Top Coach Mega F
- MAN R08 Lion's Top Coach RH466
- MAN R08 Lion's Top Coach RHC414
- MAN R08 Lion's Top Coach RHC444
- MAN R08 Lion's Top Coach RHC464
- MAN R08 Lion's Top Coach RHC484
- MAN R09 Lion's Coach C
- MAN R09 Lion's Coach C RHC444
- MAN R09 Lion's Coach C RHC484